# Heliga martyrerna av Jasenovac
Heliga martyrerna av Jasenovac (serbisk kyrilliska: Свети мученици јасеновачки; latinska: Sveti novomučenici jasenovački; kyrkslaviska: Свѧтые ꙗсеновацкїе мꙋ́ченики) är en grupp av helgon/martyrer inom den Serbisk-ortodoxa kyrkan som blev mördade av den kroatiska fascistiska och ultranationalistiska organisationen Ustaša, under deras folkmordskampanj på serber under andra världskriget.

## Firande
Till minne av martyrerna har gruppen en egen helgdag, vilket är den 13 september enligt den julianska kalendern (31 augusti enligt den gregorianska).